# Manolo Poulot
Manolo Poulot, född den 28 juni 1974 i Guantánamo, Kuba, är en kubansk judoutövare.
Han tog OS-brons i herrarnas extra lättvikt i samband med de olympiska judotävlingarna 2000 i Sydney.